# Литовченко Марія Тимофіївна
Лито́вченко Марі́я Тимофі́ївна (22 червня 1927, Гупалівка, нині Дніпропетровська область, Україна — 25 жовтня 2014, Київ) — українська художниця декоративного мистецтва. Член Національної спілки художників України (від 1965 року), заслужений художник України (1996), лауреат Державної премії України імені Тараса Шевченка (1998).

## Біографія
Закінчила 1961 року Львівський інститут прикладного та декоративного мистецтва, викладачі М. Бавструк, А. Бельчукова. Працює в жанрі художнього ткацтва та монументального мистецтва. З 1960 року бере участь у виставках.

## Твори

### У співавторстві з Іваном Литовченком
- Оформлення станції метро «Завод Більшовик», нині «Шулявська» (1963, Київ).
- Гобелени «Шевченко і України» (1960; музей прикладного та декоративного мистецтва, Київ), «Гуцульщина» (1961), «Верховина, світку, ти наш» (1965), «Пробудження» (1968), «Коліївщина» (1968 , музей, Запоріжжя), «Весілля» (1969, музей прикладного і декоративного мистецтва, Київ), «Пісня про козака Вуса» (1970, Палац урочистих подій, Олександрія), «Музами натхненна» (1972, Палац культури , Прип'ять), «Іван-Побиван» (1976, дитяча бібліотека, Хмельницький), «Народні месники» (1975), «Земля цвіте» (1978), «Творчість» (1982, кінолекційному зал, Чорнобильська АЕС, Прип'ять), «Дружба» (1982, кінолекційний зал в Комітеті поліграфії і книжкової торгівлі при РМ СРСР, Москва), «На землі черкаській» (1984, Черкаси, краєзнавчий музей), «Блакитна Волинь» (1987, Палац урочистих подій, Луцьк), «Прометей» (1989, Міністерство культури України), «Джерела слов'янської писемності» (1989—1990, Київ, Національна бібліотека України ім. В. І. Вернадського), «Троїсті музики» (1990, Міністерство культури України), «Птах фенікс» (1990), «Закохані» (1990), «Музика» (1991), пісня (1991), «Тривога» (1991), «Боротьба» (1992), «Молитва» (1991), «Поет» (1992), «Вир» (1993), «Двоє» (1993), «Дума про Україну» (1995), «Реквієм» (1996).
- Мозаїчні панно на житлових будинках на проспекті Перемоги в Києві (1960-70-е, в співавторстві з І. Литовченко та В. Прядкою).

## Сім'я
- Батьки: батько Тимофій Арсентійович (1896—1943) — селянин, робітник; мати Марфа Антонівна (1899—1975) — робітниця.
- Чоловік: Іван Семенович Литовченко (1921—1996) — художник-монументаліст; заслужений діяч мистецтв України, академік академії архітектури України.
- Дочка: Наталія Іванівна Литовченко (нар. 1956) — художник-монументаліст, заслужений художник України.
- Син: Павло Іванович Литовченко (нар. 1963) — художник.

## Зображення

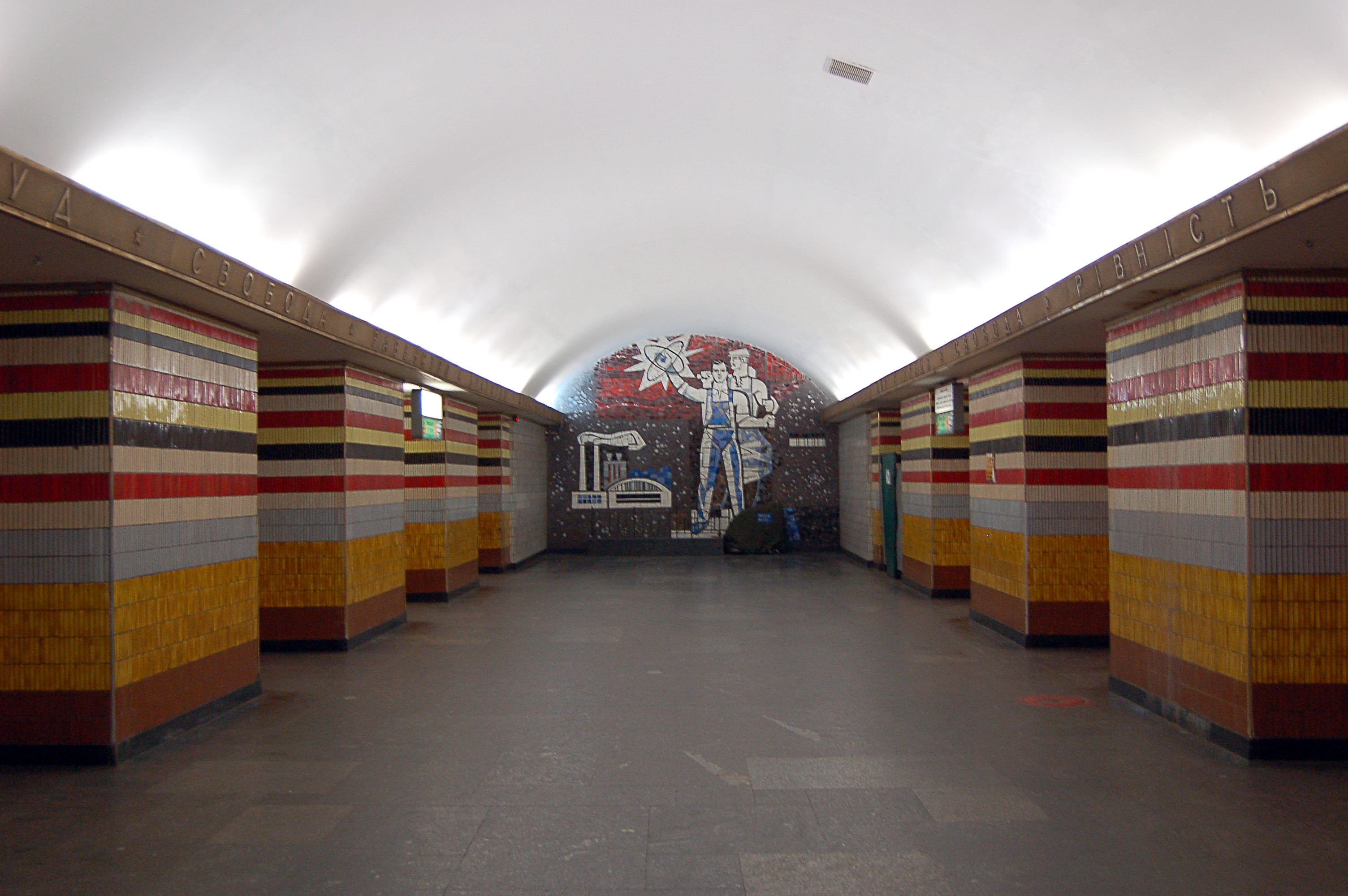
Станция метро «Шулявська» (1963)